# Freiherren von Wildenberg

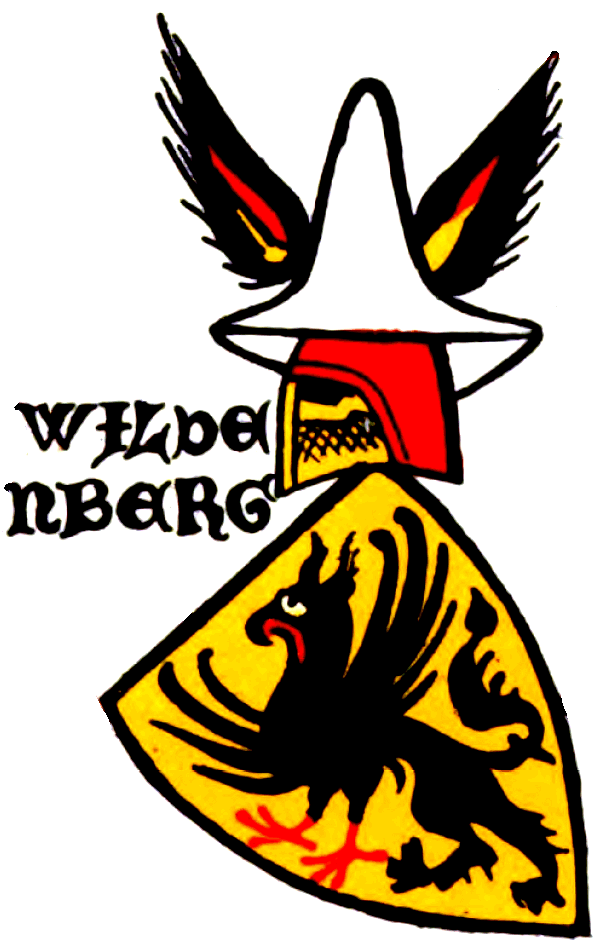
Der Greif als Wappen der Wildenberger (auch der Freiherren von Greifenstein und Frauenberger)

Die Freiherren von Wildenberg waren im 13. und frühen 14. Jahrhundert ein edelfreies Adelsgeschlecht des Vorderrheintales im schweizerischen Kanton Graubünden.
Die von Wildenberg waren stammesgleich mit den Frauenberg der gleichnamigen Burg vom benachbarten Ruschein, mit den Freiherren von Greifenstein und den Freiherren von Sagogn. Sie hatten umfangreichen Besitz um Falera, Waltensburg, im Albulatal und im Engadin. In Zernez steht heute noch das nach ihnen benannte Schloss Wildenberg.
1126 gründete Hemma von Sagogn-Wolfertschwende zusammen mit ihrem Sohn Cuno von Wildenberg das Kloster Rot bei Biberach, das bis Anfang des 14. Jahrhunderts wiederholt mit Stiftungen bedacht wurde. 1252 erscheint in Zusammenhang mit einem Streit zwischen dem Bischof von Chur und den Vögten von Matsch urkundlich erstmals Heinrich von Wildenberg, der als Sohn Alberts von Greifenstein bezeichnet wird.
1257 sind die Wildenberger als Vögte des Klosters Disentis bezeugt. 1261 übernahm die Familie mit der Schirmvogtei über das Kloster Pfäfers auch die zugehörigen Burgen Freudenberg und Wartenstein.
Mit Heinrich von Wildenberg starb das Geschlecht 1302 im Mannesstamm aus. Über die Erbtochter Anna von Wildenberg (erwähnt 1320; † 1334), die mit dem Disentiser Klostervogt Hugo von Werdenberg verheiratet war, kam die Burg Wildenberg in Falera 1319 durch Erbschaft in den Besitz der Grafen von Werdenberg-Heiligenberg. Die letzte Trägerin des Namens Wildenberg war Agnes, Äbtissin des Stifts Schänis (1362–1400).

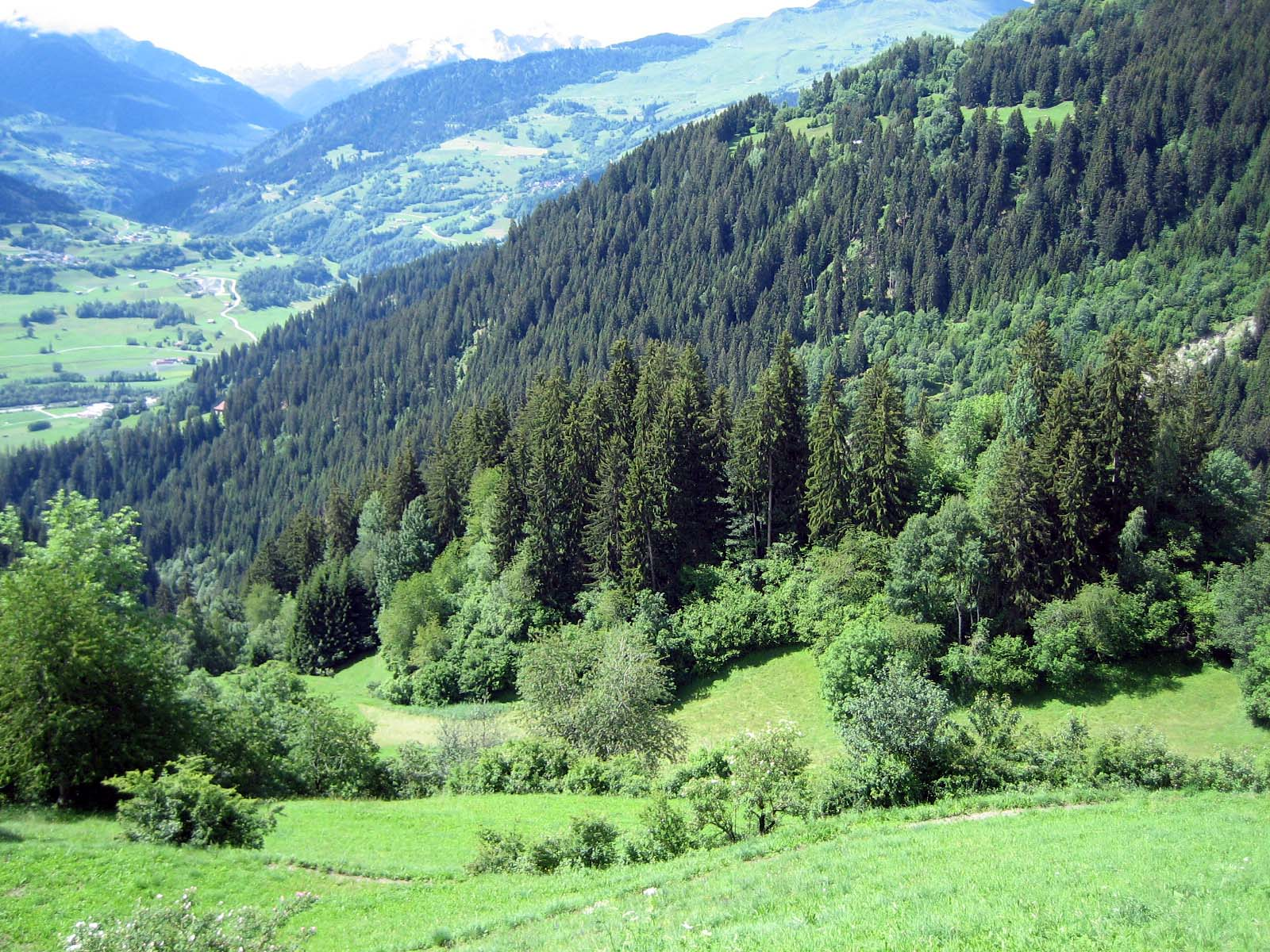
Burghügel der ehemaligen Burg Wildenberg bei Falera
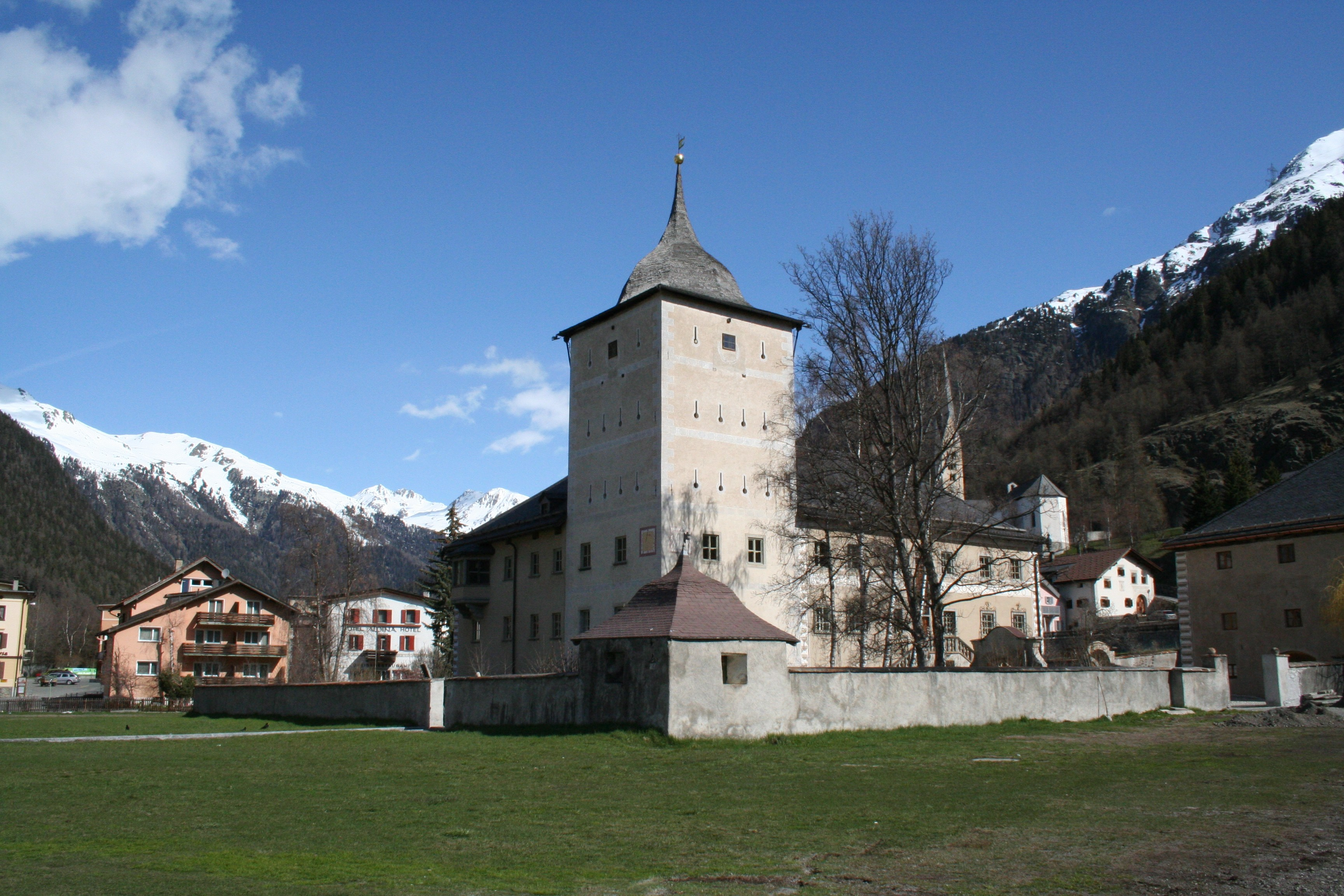
Schloss Wildenberg in Zernez
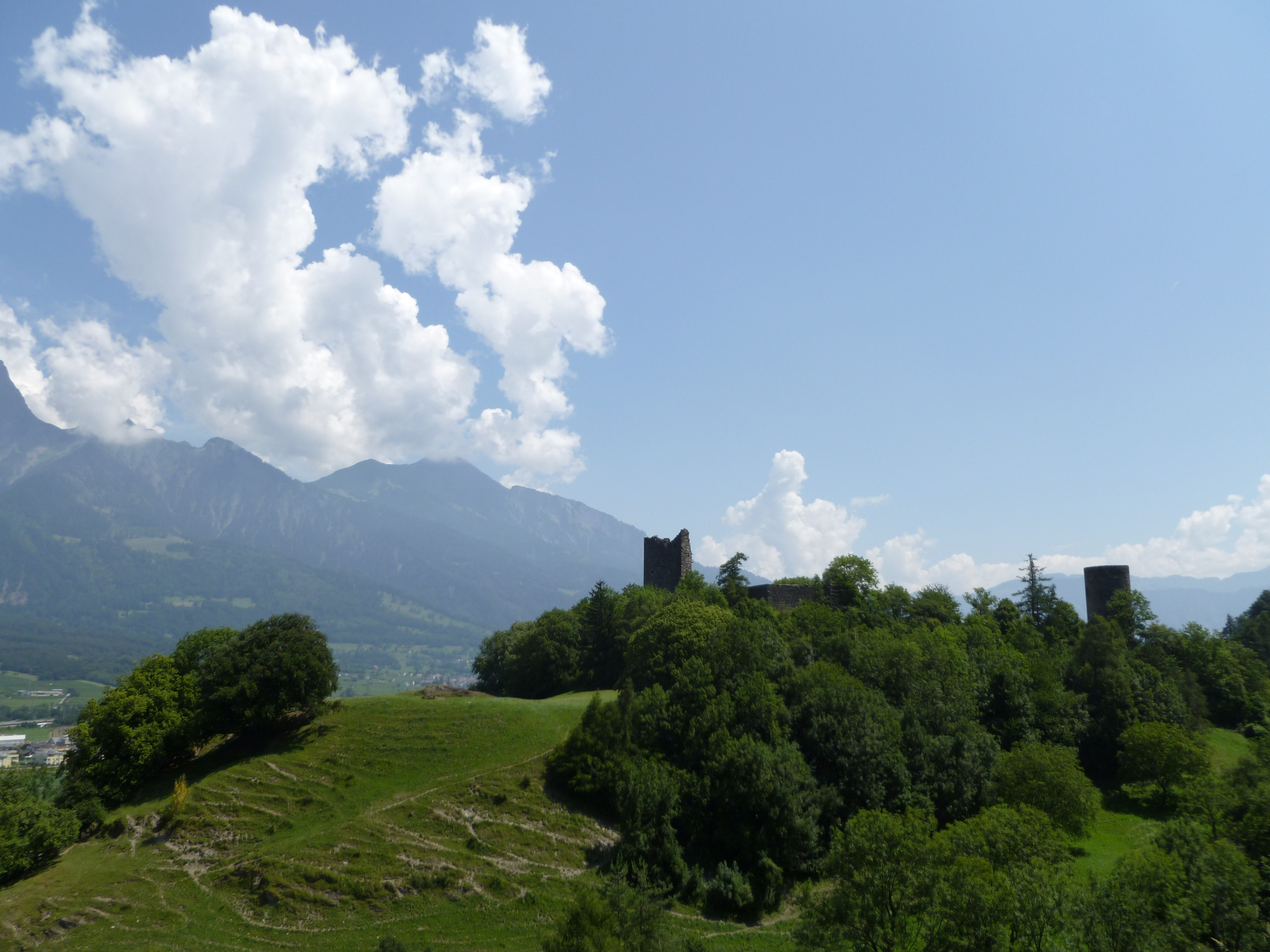
Burg Freudenberg (Bad Ragaz)
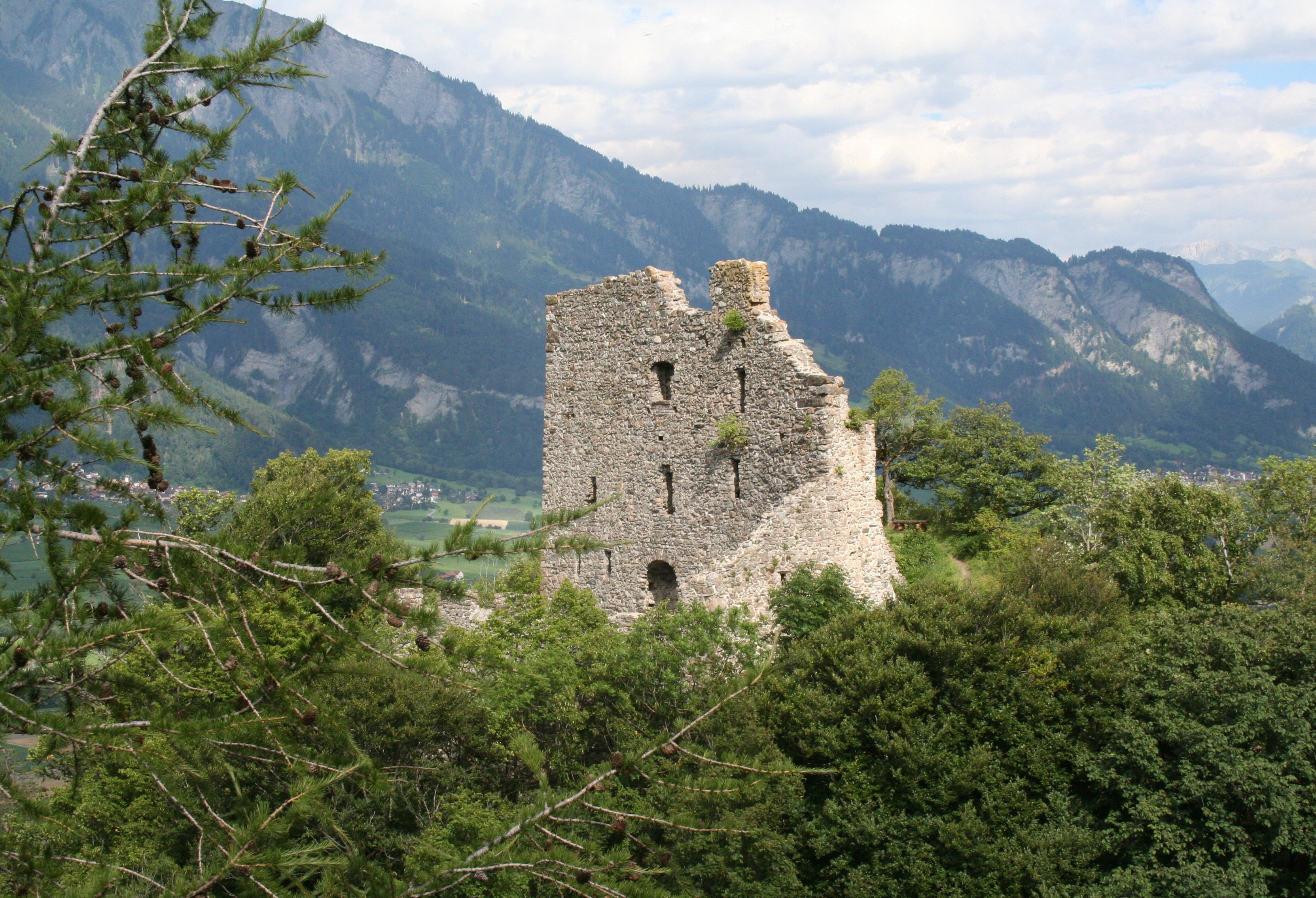
Burg Wartenstein (Pfäfers)